# Persone di cognome Graham
| Questa pagina contiene informazioni ricavate automaticamente dalle voci biografiche con l'ausilio del template Bio e di un bot. L'aggiornamento è periodico e automatico e ricostruisce completamente la pagina. Se manca una persona in questa lista, sei pregato di non aggiungerla, ma accertati piuttosto che la sua voce biografica contenga il template Bio e che i dati anagrafici siano correttamente compilati. Se il template Bio manca, inseriscilo tu stesso o, in alternativa, metti l'avviso {{tmp\|Bio}} che ne segnala la mancanza. Se i dati riportati sono sbagliati, correggi direttamente la voce biografica; le modifiche saranno visibili in questa lista entro pochi giorni. Per chiarimenti vedi il progetto antroponimi. La lista contiene solo le 130 persone che sono citate nell'enciclopedia e per le quali è stato implementato correttamente il template Bio. Pagina aggiornata al 23 lug 2025. |

Questa è una lista di persone presenti nell'enciclopedia che hanno il cognome Graham, suddivise per attività principale.

## Allenatori di football americano(1)
- Patrick Graham, allenatore di football americano statunitense (Waterbury, n. 1979)

## Antropologhe(1)
- Fiona Graham, antropologa australiana (Melbourne, n. 1961 - † 2023)

## Architetti(1)
- Bruce Graham, architetto colombiano (La Cumbre, n. 1925 - Hobe Sound, † 2010)

## Arcivescovi cattolici(1)
- Patrick Graham, arcivescovo cattolico scozzese (castello di Loch Leven, † 1478)

## Arrampicatori(1)
- Dave Graham, arrampicatore statunitense (Maine, n. 1981)

## Artisti(2)
- Allan Graham, artista statunitense (San Francisco, n. 1943)
- Dan Graham, artista e scrittore statunitense (Urbana, n. 1942 - New York, † 2022)

## Astisti(1)
- Glen Graham, astista statunitense (Los Angeles, n. 1904 - Nevada, † 1986)

## Astronomi(1)
- Andrew Graham, astronomo irlandese (Fermanagh, n. 1815 - Cambridge, † 1908)

## Attori(10)
- Charles Graham, attore statunitense (Carthage, n. 1895 - Los Angeles, † 1943)
- Currie Graham, attore canadese (Hamilton, n. 1967)
- Fred Graham, attore e stuntman statunitense (Springer, n. 1908 - Scottsdale, † 1979)
- Gary Graham, attore statunitense (Long Beach, n. 1950 - Spokane, † 2024)
- Gerrit Graham, attore e compositore statunitense (New York, n. 1949)
- Richard Graham, attore britannico (Farnborough, n. 1960)
- Robert Graham Jr., attore statunitense (Baltimora, n. 1858 - New York, † 1916)
- Stephen Graham, attore britannico (Kirkby, n. 1973)
- Stuart Graham, attore britannico (Belfast, n. 1967)
- Tim Graham, attore statunitense (Kansas, n. 1904 - Los Angeles, † 1979)

## Attrici(4)
- Heather Graham, attrice statunitense (Milwaukee, n. 1970)
- Kat Graham, attrice e cantante statunitense (Ginevra, n. 1989)
- Lauren Graham, attrice, produttrice televisiva e scrittrice statunitense (Honolulu, n. 1967)
- Thaddea Graham, attrice britannica (Cina, n. 1997)

## Aviatrici(1)
- Margaret Graham, aviatrice britannica (Walcot)

## Bassisti(1)
- Larry Graham, bassista, cantante e produttore discografico statunitense (Beaumont, n. 1946)

## Cabarettisti(1)
- Nathan Lee Graham, cabarettista e attore statunitense (Saint Louis, n. 1968)

## Calciatori(10)
- Liam Graham, ex calciatore neozelandese (Melbourne, n. 1992)
- Brian Graham, calciatore e allenatore di calcio scozzese (Glasgow, n. 1987)
- Danny Graham, ex calciatore inglese (Gateshead, n. 1985)
- George Graham, ex calciatore e allenatore di calcio scozzese (Bargeddie, n. 1944)
- Jackie Graham, ex calciatore e allenatore di calcio scozzese (Glasgow, n. 1946)
- Jordan Graham, calciatore inglese (Coventry, n. 1995)
- Dick Graham, calciatore e allenatore di calcio inglese (Corby, n. 1922 - Colchester, † 2013)
- Ross Graham, calciatore scozzese (Blairgowrie and Rattray, n. 2001)
- Tommy Graham, calciatore inglese (Hamsterley, n. 1905 - † 1983)
- Len Graham, calciatore nordirlandese (Belfast, n. 1925 - Blackpool, † 2007)

## Canoisti(1)
- Kelvin Graham, ex canoista australiano (n. 1964)

## Cantanti(3)
- Jaki Graham, cantante inglese (Birmingham, n. 1956)
- Mikey Graham, cantante irlandese (Raheny, n. 1972)
- Nick Graham, cantante, polistrumentista e compositore britannico

## Cantautori(1)
- Rag'n'Bone Man, cantautore britannico (Uckfield, n. 1985)

## Cestiste(2)
- Margo Graham, cestista statunitense (n. 1970 - † 2020)
- Jan Stirling, ex cestista e allenatrice di pallacanestro australiana (Adelaide, n. 1955)

## Cestisti(12)
- Greg Graham, ex cestista e allenatore di pallacanestro statunitense (Indianapolis, n. 1970)
- Joey Graham, ex cestista statunitense (Wilmington, n. 1982)
- Mal Graham, ex cestista statunitense (n. 1945)
- Zach Graham, cestista statunitense (Suwanee, n. 1989)
- Calvin Graham, ex cestista statunitense (New York, n. 1944)
- David Graham, ex cestista australiano (Melbourne, n. 1965)
- Devonte' Graham, cestista statunitense (Raleigh, n. 1995)
- Orlando Graham, ex cestista statunitense (Montgomery, n. 1965)
- Paul Graham, ex cestista statunitense (Filadelfia, n. 1967)
- Stephen Graham, ex cestista e allenatore di pallacanestro statunitense (Wilmington, n. 1982)
- Torian Graham, cestista statunitense (Durham, n. 1993)
- Treveon Graham, cestista statunitense (Washington, n. 1993)

## Chimici(1)
- Thomas Graham, chimico scozzese (Glasgow, n. 1805 - Londra, † 1869)

## Chitarristi(1)
- Davy Graham, chitarrista inglese (Hinckley, n. 1940 - † 2008)

## Conduttori radiofonici(1)
- Frank Graham, conduttore radiofonico e doppiatore statunitense (Detroit, n. 1914 - Hollywood, † 1950)

## Danzatrici(1)
- Martha Graham, danzatrice e coreografa statunitense (Pittsburgh, n. 1894 - New York, † 1991)

## Diplomatici(1)
- Ronald William Graham, diplomatico inglese (Londra, n. 1870 - Londra, † 1949)

## Direttori artistici(1)
- Colin Graham, direttore artistico e regista teatrale britannico (Hove, n. 1931 - Saint Louis, † 2007)

## Disc jockey(1)
- John Graham, disc jockey, cantante e tastierista britannico (New Arley)

## Economisti(1)
- Benjamin Graham, economista e imprenditore statunitense (Londra, n. 1894 - Aix-en-Provence, † 1976)

## Generali(1)
- Thomas Graham, generale britannico (Perthshire, n. 1748 - Londra, † 1843)

## Giocatori di football americano(11)
- Brandon Graham, ex giocatore di football americano statunitense (Detroit, n. 1988)
- Corey Graham, giocatore di football americano statunitense (Buffalo, n. 1985)
- Daniel Graham, ex giocatore di football americano statunitense (Torrance, n. 1978)
- Garrett Graham, giocatore di football americano statunitense (Brick Township, n. 1986)
- Jalen Graham, giocatore di football americano statunitense (Detroit, n. 2001)
- Jimmy Graham, giocatore di football americano statunitense (Goldsboro, n. 1986)
- Mason Graham, giocatore di football americano statunitense (Mission Viejo, n. 2003)
- Shayne Graham, ex giocatore di football americano statunitense (Radford, n. 1977)
- T.J. Graham, giocatore di football americano statunitense (Raleigh, n. 1989)
- Ta'Quon Graham, giocatore di football americano statunitense (Killeen, n. 1998)
- Tom Graham, giocatore di football americano statunitense (Los Angeles, n. 1950 - Denver, † 2017)

## Informatiche(1)
- Susan L. Graham, informatica e matematica statunitense (Cleveland, n. 1942)

## Informatici(1)
- Paul Graham, informatico, imprenditore e saggista inglese (Weymouth, n. 1964)

## Matematici(1)
- Ronald Graham, matematico statunitense (Taft, n. 1935 - San Diego, † 2020)

## Medici(3)
- James Graham, medico britannico (Edimburgo, n. 1745 - Edimburgo, † 1794)
- Robert Graham, medico e botanico britannico (Stirling, n. 1786 - Perthshire, † 1845)
- Sylvester Graham, medico e pastore protestante statunitense (Suffield, n. 1794 - Northampton, † 1851)

## Mezzosoprani(1)
- Susan Graham, mezzosoprano statunitense (Roswell, n. 1960)

## Militari(3)
- Douglas Graham, V duca di Montrose, militare scozzese (n. 1852 - † 1925)
- John Graham, I visconte Dundee, militare, politico e nobile scozzese (Glamis, n. 1648 - Killiecrankie, † 1689)
- Ronald Graham, ufficiale inglese (Yokohama, n. 1896 - Isola di Arran, † 1967)

## Modelle(1)
- Alexina Graham, supermodella inglese (Nottingham, n. 1990)

## Montatori(1)
- Elliot Graham, montatore statunitense (Claremont, n. 1976)

## Musicisti(1)
- Ed Graham, musicista inglese (Great Yarmouth, n. 1977)

## Nobili(3)
- James Graham, I marchese di Montrose, nobile e ufficiale scozzese (n. 1612 - Edimburgo, † 1650)
- Robert Graham, nobile scozzese (Stirling, † 1437)
- William Graham, II conte di Montrose, nobile e politico scozzese (n. 1492 - Kincardine, † 1571)

## Nuotatori(1)
- Alexander Graham, nuotatore australiano (Auchenflower, n. 1995)

## Nuotatrici(1)
- Elka Graham, ex nuotatrice australiana (Sydney, n. 1981)

## Orologiai(1)
- George Graham, orologiaio e inventore inglese (Hethersgill, n. 1673 - Londra, † 1751)

## Ostacolisti(1)
- Winthrop Graham, ex ostacolista e velocista giamaicano (Saint Elizabeth, n. 1965)

## Piloti motociclistici(2)
- Leslie Graham, pilota motociclistico britannico (Wallasey, n. 1911 - Isola di Man, † 1953)
- Stuart Graham, pilota motociclistico britannico (Nantwich, n. 1942)

## Pirati(1)
- Bennet Graham, pirata inglese (Caraibi, † 1820)

## Poetesse(1)
- Jorie Graham, poetessa statunitense (New York, n. 1951)

## Politiche(1)
- Gwen Graham, politica statunitense (Miami Lakes, n. 1963)

## Politici(9)
- Bob Graham, politico statunitense (Coral Gables, n. 1936 - Gainesville, † 2024)
- James Graham, I duca di Montrose, politico scozzese (n. 1682 - † 1742)
- James Graham, III duca di Montrose, politico scozzese (n. 1755 - † 1836)
- James Graham, IV duca di Montrose, politico scozzese (n. 1799 - † 1874)
- Lindsey Graham, politico e militare statunitense (Central, n. 1955)
- Patrick Graham, politico britannico (Augusta, † 1755)
- Thomas Lynedoch Graham, politico e giudice sudafricano (Grahamstown, n. 1860 - Città del Capo, † 1940)
- William Alexander Graham, politico statunitense (Lincolnton, n. 1804 - Saratoga Springs, † 1875)
- William Graham, I conte di Montrose, politico scozzese (n. 1464 - † 1513)

## Pugili(1)
- Chris Graham, pugile canadese (Toronto, n. 1900 - Toronto, † 1986)

## Rapper(1)
- Drake, rapper, cantautore e produttore discografico canadese (Toronto, n. 1986)

## Registi(3)
- Devin Graham, regista statunitense (n. 1983)
- Sean Graham, regista, sceneggiatore e produttore cinematografico tedesco (Berlino, n. 1920 - Londra, † 2015)
- William A. Graham, regista statunitense (New York, n. 1926 - Malibù, † 2013)

## Rugbisti a 13(1)
- George Graham, ex rugbista a 13, ex rugbista a 15 e allenatore di rugby britannico (Stirling, n. 1966)

## Rugbisti a 15(1)
- Darcy Graham, rugbista a 15 britannico (Melrose, n. 1997)

## Sceneggiatori(1)
- James Graham, sceneggiatore, drammaturgo e librettista britannico (Mansfield, n. 1982)

## Sciatori freestyle(1)
- Matt Graham, sciatore freestyle australiano (Gosford, n. 1994)

## Sciatrici alpine(1)
- Laurie Graham, ex sciatrice alpina canadese (Orangeville, n. 1960)

## Scrittori(2)
- Winston Graham, scrittore inglese (Manchester, n. 1908 - Londra, † 2003)
- Patrick Graham, scrittore francese (n. 1968)

## Scrittrici(1)
- Caroline Graham, scrittrice, sceneggiatrice e attrice inglese (Nuneaton, n. 1931)

## Scultrici(1)
- Gloria Graham, scultrice, pittrice e fotografa statunitense (Beaumont, n. 1940)

## Slittiniste(1)
- Kyla Graham, slittinista canadese (n. 1998)

## Soprani(1)
- Othalie Graham, soprano canadese (Brampton, n. 1977)

## Tenniste(1)
- Debbie Graham, ex tennista statunitense (Walnut Creek, n. 1970)

## Tennisti(1)
- David Graham, ex tennista australiano (Newcastle, n. 1962)

## Velociste(1)
- Kim Graham, ex velocista statunitense (Durham, n. 1971)

## Velocisti(1)
- Tim Graham, ex velocista britannico (n. 1939)

## Senza attività specificata(1)
- Bill Graham, tedesco (Berlino, n. 1931 - Vallejo, † 1991)